# Кінний спорт на літніх Олімпійських іграх 2008
Змагання з кінного спорту на літніх Олімпійських іграх 2008 у Пекіні проходили з 9 по 21 серпня в Інституті спорту і Сян Юе-Рівер в Гонконзі. Удруге на Олімпіаді кінноспортивні змагання приймав у себе член МОК, але не господар основних змагань. На відміну від 1956, однак, кінноспортивні змагання були частиною основних ігор, і проводилися в ті самі строки.

## Дисципліни

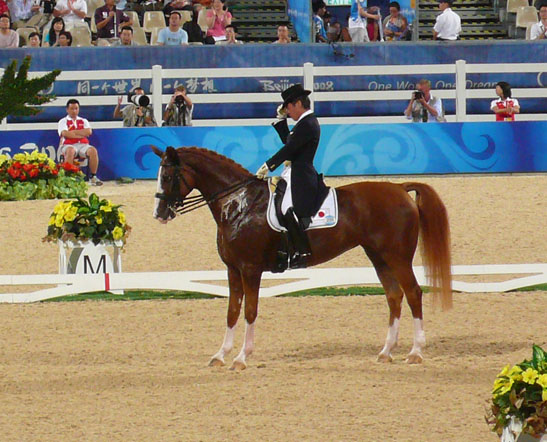
Японський спортсмен з виїздки на Іграх

Було вручено 6 комплектів медалей в таких дисциплінах:
- індивідуальна виїздка
- командна виїздка
- індивідуальний конкур
- командний конкур
- індивідуальне триборство
- командне триборство

## Кваліфікація
Кожна дисципліна має свої власні правила кваліфікації, але, зазвичай, бере до уваги рейтинги FEI.

### Кваліфікація виїздки
Для командних змагань було лише 10 місць за квотою і решта, скільки зможе кваліфікуватися. Три місця здобули переможці Всесвітніх кінних ігор FEI 2006. 7 команд потрапили за результатами регіональних змагань (Європа: 3, Північна і Південна Америка: 2, Азія: 2). Крім того, якщо країна мала трьох кваліфікованих спортсменів в індивідуальних змаганнях, то вони могли формувати команду. П'ять команд кваліфікувались за цією схемою.
Для особистих змагань 50 місць розподілили таким чином. Тридцять місць здобули спортсмени, які кваліфікувались як 10 команд. Крім того, на змагання потрапили спортсмени з найвищим рейтингом від кожного з семи регіонів і представник країни-господаря. До них додались 12 вершників за рейтингом FEI, які не проходили за іншими критеріями.

### Кваліфікація конкуру
Країна могла надіслати до п'яти вершників, якщо вони кваліфіковані для командних змагань, в іншому разі двох. Подібно до виїздки, команди по п'ять вершників були кваліфіковані на всесвітніх кінних Іграх, на регіональних змаганнях, або через складний рейтинг. WEG визначили п'ять місць, за регіонами — вісім (Північна і Південна Америка: 2, Європа: 2, Азія: 4), та дві команди як по п'ять представників певної країни. Для індивідуальних змагань 73 місця розподілились таким чином: 45 членів команди, 1 країна-господар, 7 від регіонів і 22 за рейтингом.

## Загальний залік
| Місце | Країна                | Золото | Срібло | Бронза | Загалом |
| ----- | --------------------- | ------ | ------ | ------ | ------- |
| 1     | Німеччина (GER)       | 3      | 1      | 1      | 5       |
| 2     | США (USA)             | 1      | 1      | 1      | 3       |
| 3     | Канада (CAN)          | 1      | 1      | 0      | 2       |
| 3     | Нідерланди (NED)      | 1      | 1      | 0      | 2       |
| 5     | Австралія (AUS)       | 0      | 1      | 0      | 1       |
| 5     | Швеція (SWE)          | 0      | 1      | 0      | 1       |
| 7     | Велика Британія (GBR) | 0      | 0      | 2      | 2       |
| 8     | Данія (DEN)           | 0      | 0      | 1      | 1       |
| 8     | Швейцарія (SUI)       | 0      | 0      | 1      | 1       |

### Медалісти
| Event                    | Золото | Срібло | Бронза |
| ------------------------ | --- | --- | --- |
| Індивідуальна виїздка    | Анкі ван Грунсвен на Salinero · Нідерланди | Ізабелль Верт на Satchmo · Німеччина | Гайке Кеммер на Bonaparte · Німеччина |
| Командна виїздка         | Німеччина (GER) Гайке Кеммер на Bonaparte Надін Капелльманн на Elvis Va Ізабелль Верт on Satchmo                                                                     | Нідерланди (NED) Ганс Петер Міндергауд на Nadine Імке Схеллекенс-Бартельс на Sunrise Анкі ван Грунсвен на Salinero                                                            | Данія (DEN) Анне Єнсен-ван Ольст на Clearwater Наталі цу Зайн-Віттґенштейн на Digby Андреас Гельгстранд на Don Schufro                                                |
| Індивідуальне триборство | Гінріх Ромейке на Marius · Німеччина | Джина Майлз на McKinlaigh · США | Тіна Кук на Miners Frolic · Велика Британія |
| Командне триборство      | Німеччина (GER) Петер Томсен на The Ghost of Hamish Франк Остгольт на Mr. Medicott Андреас Дібовскі на Butts Leon Інгрід Клімке на Abraxxas Гінріх Ромейке на Marius | Австралія (AUS) Шейн Роуз на All Luck Соня Джонсон на Ringwould Jaguar Люсінда Фредерікс на Headley Britannia Клейтон Фредерікс на Ben Along Time Меґан Джонс на Irish Jester | Велика Британія (GBR) Шерон Гант на Tankers Town Дейзі Дік на Spring Along Вільям Фокс-Пітт на Parkmore Ed Тіна Кук на Miners Frolic Мері Кінг на Call Again Cavalier |
| Індивідуальний конкур    | Ерік Ламаз на Hickstead · Канада | Рольф-Єран Бенґтссон на Ninja · Швеція | Бізі Медден на Authentic · США |
| Командний конкур         | США (USA) Маклейн Ворд на Sapphire Лора Крот на Cedric Вільям Сімпсон на Carlsson vom Dach Бізі Медден на Authentic                                                  | Канада (CAN) Джілл Генселвуд на Special Ed Ерік Ламаз на Hickstead Ієн Міллар на In Style Малькольм Коун на Ole                                                               | Швейцарія (SUI) Крістіна Лібгерр на No Mercy Піус Швіцер на Nobless M Ніклаус Шуртенберґер на Cantus Стів Ґерда на Jalisca Solier                                     |